# 海因山
海因山（英語：Mount Heine），是南極洲的山峰，位於羅斯群島的懷特島北部，海拔高度760米，由新西蘭探險隊命名，該山峰現時由南極條約體系管理。